# Insurrection du Palatinat
L'insurrection du Palatinat a lieu dans le Palatinat en mai et juin 1849 et fait partie de la campagne pour la Constitution du Reich. L'objectif des révolutionnaires est de défendre la Constitution impériale de Francfort et de rompre avec le royaume de Bavière. L'insurrection dure du 2 mai au 19 juin 1849.

## Situation
Le mouvement de la révolution de Mars dans les États membres de la Confédération germanique a conduit à l'élection du Parlement de Francfort en tant que premier organe représentatif entièrement allemand.
Ce Parlement annonce finalement le 28 mars 1849 une constitution, qui prévoyait la forme de gouvernement d'une monarchie constitutionnelle héréditaire. Cependant, le roi prussien Frédéric-Guillaume IV rejette son élection comme empereur.
Dans le royaume de Bavière - dont le Palatinat rhénan fait alors partie - les premières élections au parlement d'État selon le nouveau droit électoral imposé en mars ont lieu le 7 décembre 1848, et il en est ressorti une majorité pour la gauche (partisans de la souveraineté du peuple et de l'unité de l'Allemagne). Dans le Palatinat rhénan bavarois en particulier, les électeurs ont attribué les 19 sièges à des représentants de la gauche. À l'ouverture du parlement d'État le 22 janvier 1849, le roi Maximilien promet des réformes. La majorité au parlement d'État fait entrer en vigueur sous forme de loi le catalogue des droits fondamentaux du Parlement de Francfort  de décembre 1848. Le roi ne reconnaît pas cette décision et ajourne le parlement le 8 mars. Le 23 avril, le roi et son gouvernement rejettent la Constitution de Francfort, et dès le 14 avril, la Cour suprême de Bavière a nié la validité des droits fondamentaux pour la Bavière. Ceci est considéré comme un coup d'État par la gauche. Des députés palatins au Parlement du Francfort soumettent aux communes du Palatinat une résolution selon laquelle la non-reconnaissance de la Constitution du Reich est "une révolte punissable contre l'ordre légal nouvellement créé ; toute attaque violente est une haute trahison contre la nation allemande". Les associations de mars dans les régions bavaroises du Palatinat, de la Franconie et de la Souabe revendiquent alors, au-delà de l'acceptation de la Constitution impériale, à nouveau l'abolition de la monarchie et la séparation du Palatinat et de la Franconie du royaume de Bavière
Le 3 mai 1849, le soulèvement de Dresde éclate, qui est réprimée dès le 9 mai par les troupes saxonnes et prussiennes. Le 11 mai, le troisième insurrection badoise commence avec la mutinerie des troupes badoises dans la forteresse fédérale de Rastatt (de).

## Déroulement

### Comité de la défense nationale
Le 1er mai 1849, une réunion des associations populaires démocratiques a lieu à Kaiserslautern. Environ 12 000 personnes se sont rassemblées sous le slogan "Si le gouvernement est devenu une rébellion, les citoyens du Palatinat deviendront les exécutants des lois". Le 2 mai, il est décidé de créer un comité national de dix membres pour défendre et appliquer la Constitution du Reich. La république n'est pas proclamée, comme c'est le cas dans le grand-duché de Bade. En peu de temps, la province tombe complètement sous l'influence du comité. Par la suite, des milices populaires sont formées et les fonctionnaires doivent prêter serment à la Constitution. Des soldats de l'armée royale bavaroise rejoignent également l'armée révolutionnaire.
Le 7 mai 1849, le commissaire impérial (de) du pouvoir central pour le Palatinat, Bernhard Eisenstuck (de), légitime le comité de défense nationale, ce qui vaut à Eisenstuck d'être révoqué le 11 mai pour avoir outrepassé ses prérogatives.

### Gouvernement provisoire

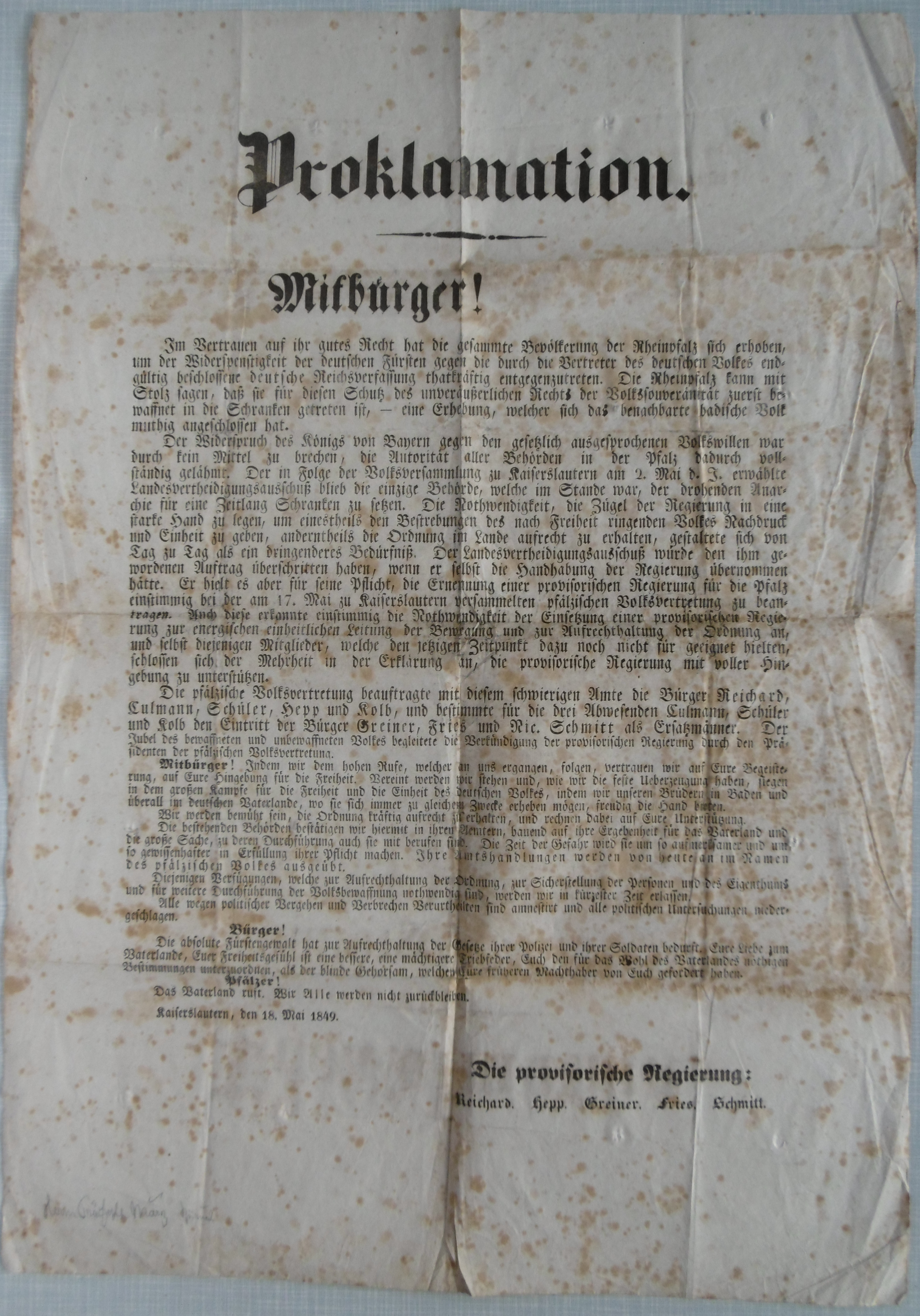
Affiche avec la proclamation du gouvernement provisoire du soulèvement du Palatinat en mai 1849

Le 17 mai, une assemblée de 28 représentants des cantons palatins à Kaiserslautern vote à une courte majorité (15 voix contre 13) pour la mise en place d'un gouvernement provisoire de cinq personnes sous la direction du notaire Joseph Martin Reichard (de). Philipp Hepp (de) et les absents August Ferdinand Culmann (de), Georg Friedrich Kolb et Friedrich Schüler sont également élus au gouvernement. Peter Fries (de), Ludwig Greiner (de) et Nikolaus Schmitt (de) sont choisis comme remplaçants. Ils sont remplacés lorsque les absents refusent d'être élus.
Le gouvernement provisoire du Palatinat rhénan est composé comme suit :
- Joseph Martin Reichard (député du Parlement de Francfort), président et secrétaire à la guerre
- Nikolaus Schmitt (député du Parlement de Francfort), ministre de l'Intérieur
- Philipp Hepp (député de la Chambre des députés de Bavière (de)), ministre des Finances
- Ludwig Greiner (député de la Chambre des députés de Bavière), ministre des Affaires étrangères
- Peter Fries (comité d'État), ministre de la Justice

Ce gouvernement se prononce en faveur de la Constitution impériale et prépare la séparation définitive d'avec la Bavière. Ainsi, même si ce n'est que pour quelques semaines, le Palatinat rhénan se détache de facto de la domination bavaroise. Le 18 mai 1849, une alliance est conclue avec la République de Bade (de). Ce n'est que le 23 mai que l'on veut prendre en charge la caisse du gouvernement à Spire, qui se trouve cependant depuis longtemps dans la forteresse sûre de Germersheim. Au lieu des 200.000 florins attendus, les révolutionnaires ne trouvent que 10 florins, 10 kreutzers et 2 pfennigs. On demande au président du gouvernement Alwens (de) de continuer à gérer les affaires du gouvernement.

### Armée révolutionnaire

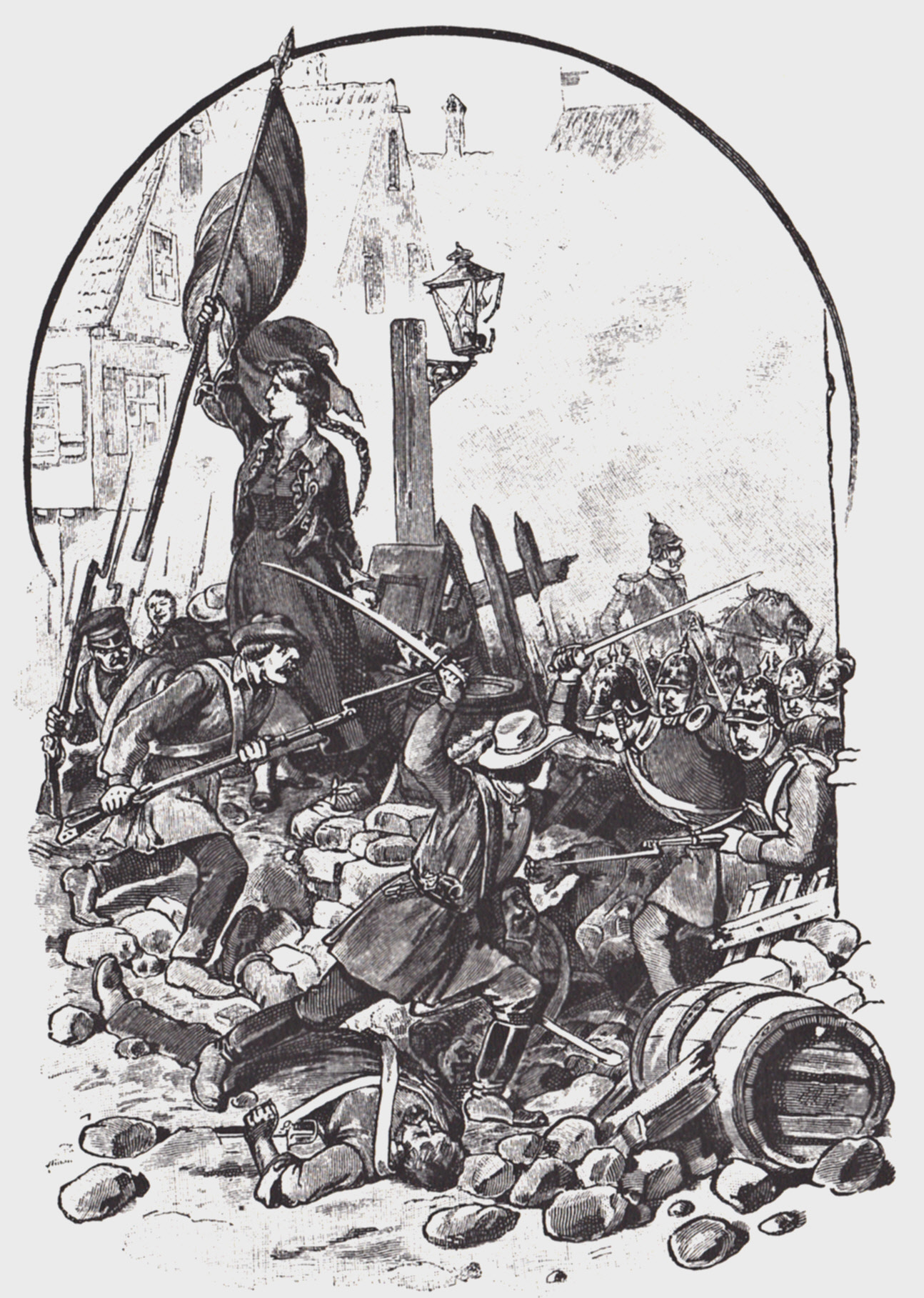
Bataille de Kirchheimbolanden le 14 juin 1849; avec le drapeau Mathilde Hitzfeld

Le 9 mai 1849, le commandement en chef des unités révolutionnaires est confié à Daniel Fenner von Fenneberg (de), qui quitte cependant ce poste dès le 20 mai. Ce jour-là, une commission militaire est mise en place, présidée par Gustav Adolph Techow (de), qui est également nommé chef de l'état-major général. Le 21 mai, le commandement militaire suprême est confié à Franz Sznayde. Les commandants des corps francs sont, entre autres, Louis Blenker, Gustav Struve (adjudant Wilhelm Liebknecht), Fritz Anneke (de) (adjudant Carl Schurz), August Willich (adjudant Friedrich Engels), Franz Zitz (de) et Ludwig Bamberger.

### Répression

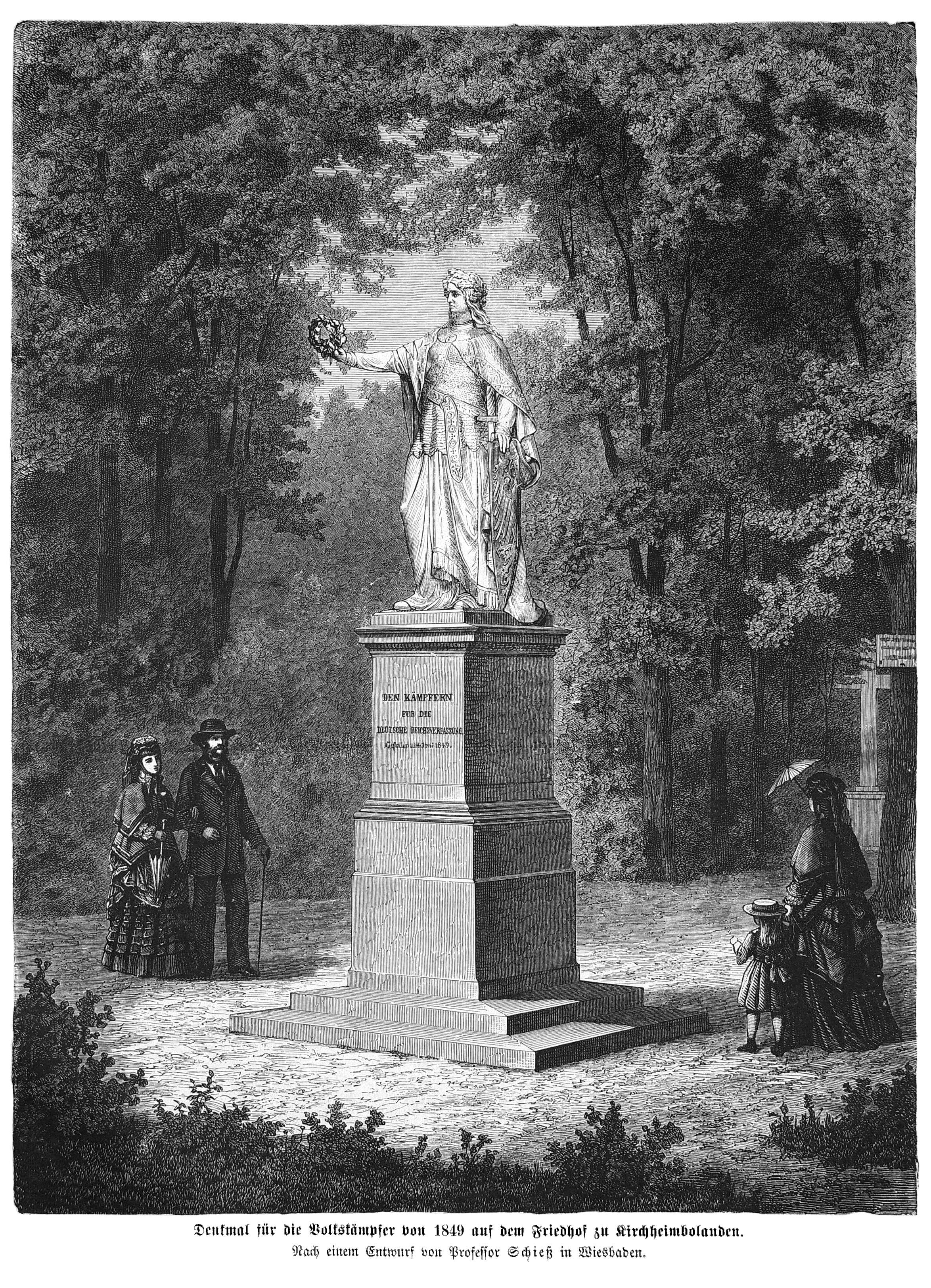
Monument des francs-tireurs à Kirchheimbolanden

Le premier des deux corps d'armée de l'armée opérationnelle de la Confédération germanique, placée sous le commandement suprême du prince de Prusse, a été entièrement formé à partir de formations de l'armée prussienne pour l'intervention dans le Palatinat. Il se compose de différents bataillons, d'escadrons et de batteries du 4e corps d'armée (Magdebourg), du 7e corps d'armée (Münster), du 8e corps d'armée (Coblence) et la Landwehr de la Garde (Berlin). Le commandant de cette troupe de 19 000 hommes est le Generalleutnant Moritz von Hirschfeld. Le 11 juin 1849, près de Kreuznach, le major général von Hannecken mène la division d'avant-garde au-delà de la frontière du Palatinat sans être contesté.
Près de Kirchheimbolanden, le 14 juin, un combat a lieu avec des hommes de la Volkswehr, encouragés par Mathilde Hitzfeld, mais qui sont finalement tous tués ou capturés.
Les troupes révolutionnaires, mal armées, étaient désespérément inférieures aux Prussiens. La résistance fut quasiment inexistante. De plus, il était clair que l'insurrection du Palatinat, de plus en plus radicale, ne bénéficiait plus d'un large soutien dans la population rurale. Le 14 juin 1849, le gouvernement provisoire prit la fuite et les autorités bavaroises reprirent leurs positions. Avec la bataille de Ludwigshafen (de) le 15 juin et la bataille de Rinnthal (de) le 17 juin 1849, les combats sur le sol palatin sont pratiquement terminés et les restes de l'armée révolutionnaire palatine passent le 18 juin le pont de Knielingen sur le Rhin pour se rendre dans le Bade ; le 19 juin, le corps franc de Willich les suit encore en arrière-garde.
333 procès ont lieu pour rébellion et haute trahison. Parmi les deux condamnations à mort prononcées contre des officiers bavarois révolutionnaires, celle du lieutenant comte Fugger (de), est exécutée le 9 mars 1850 à Landau in der Pfalz, tandis que le major Fach, co-condamné, réussit à s'enfuir.